# Torchiarolo
Torchiarolo község (comune) Olaszország Puglia régiójában, Brindisi megyében.

## Fekvése
Brindisi és Lecce között fekszik, a Salentói-félsziget keleti részén.

## Története
A település eredete a 16. század elejére nyúlik vissza.

## Népessége
A népesség számának alakulása:

## Főbb látnivalói
- Palazzo Baronale - középkori nemesi palota
- Valesio Régészeti Park - az ősi messzáp település romjainak bemutatására
- San Domenico-templom